# Ruth Mascarin
Pour les articles homonymes, voir Mascarin.
Ruth Mascarin, née le 18 août 1945 à Liebefeld (originaire de Bâle), est une personnalité politique suisse, membre des Organisations progressistes de Suisse.
Elle siège au Conseil national de 1979 à 1985.

## Biographie

### Origines et famille
Ruth Mascarin naît Ruth Bircher le 18 août 1945 à Liebefeld, dans le canton de Berne.   
Son père, Eduard Bircher, est un graphiste et artiste, membre de l'aile anarcho-artistique du parti du travail à Bâle ; sa mère, née Elsbeth Stalder, est comptable et assure les revenus de la famille.   
Elle se marie au cours de ses études de médecine et prend le nom de Mascarin.   

### Études et parcours professionnel
Après l'école primaire à Riehen, dans le canton de Bâle-Ville et le gymnase de jeunes filles à Bâle, elle fait des études de médecine à l'Université de Bâle, dont elle sort diplômée en 1972. Elle travaille alors comme interne notamment à l'hôpital de Laufon, dans le canton de Bâle-Campagne. Ses activités politiques l'empêchent par la suite d'obtenir un emploi dans le secteur public du canton de Bâle-Ville.
En 1979, elle ouvre son propre cabinet à Bâle, qu'elle transforme en 1983 en cabinet de groupe. Elle y travaille jusqu'en 2011. 

### Parcours politique
Dans le sillage du mouvement de mai 68 à l'Université de Bâle, elle participe à la fondation des POCH-MED (groupement d'étudiants en médecine progressistes), des Organisations progressistes de Bâle (POB) en 1970 et des Organisations progressistes de Suisse en 1971. 
Elle est députée au Grand Conseil du canton de Bâle-Ville de 1972 à 1980. 
Elle est candidate malheureuse au Conseil national en octobre 1975. Première femme à briguer un siège au Conseil d'État du canton de Bâle-Ville en 1976, elle n'est pas élue mais fait un score remarqué. Elle est élue au Conseil national en octobre 1979, à sa deuxième tentative, permettant à son parti d'être représenté pour la première fois au parlement suisse (aux côté du Zurichois Andreas Herczog). Réélue en octobre 1983 (en troisième position des six élus), elle annonce sa démission en janvier 1985 pour la session d'été, souhaitant laisser la place aux jeunes et davantage se consacrer à son activité de médecin, et se retire de la vie publique. Elle est remplacée au Conseil national par Anita Fetz.

### Profil politique
À la Chambre basse, elle s'occupe surtout de questions féminines, environnementales et sociales, par exemple comme membre de la commission pour la révision du droit matrimonial (1982-1983). 
Elle dépose de nombreuses interventions parlementaires, critiquant notamment en 1980 l'utilisation de photos de femmes nues comme cibles pour les exercices de tir d'officiers de l'armée suisse.  En 1982 et 1984, elle dénonce les liens économiques étroits entre la Suisse et le régime d'apartheid d'Afrique du Sud, et en particulier l'importation d'uranium namibien qui posait problème au regard du droit international.

### Autres activités
Elle est membre de la Société suisse pour un système de santé sociale, issue des POCH-MED en 1974. Elle participe aussi à la rédaction de la revue Soziale Medizin jusqu'à sa dissolution en 2011. Elle est également membre de 1996 à 1998 de la commission extraparlementaire d'experts pour l'analyse du génome, à titre d'experte en éthique médicale et génie génétique.
En 1977, elle cofonde l'Organisation pour la cause des femmes, une association féministe qui poursuit les activités du groupe des femmes des POCH et pour laquelle elle travaille jusqu'en 1997. 
Au début des années 1980, elle soutient la Frauenoase, un centre d'accueil pour femmes toxicomanes à Bâle.